# Cladonia rangiferina

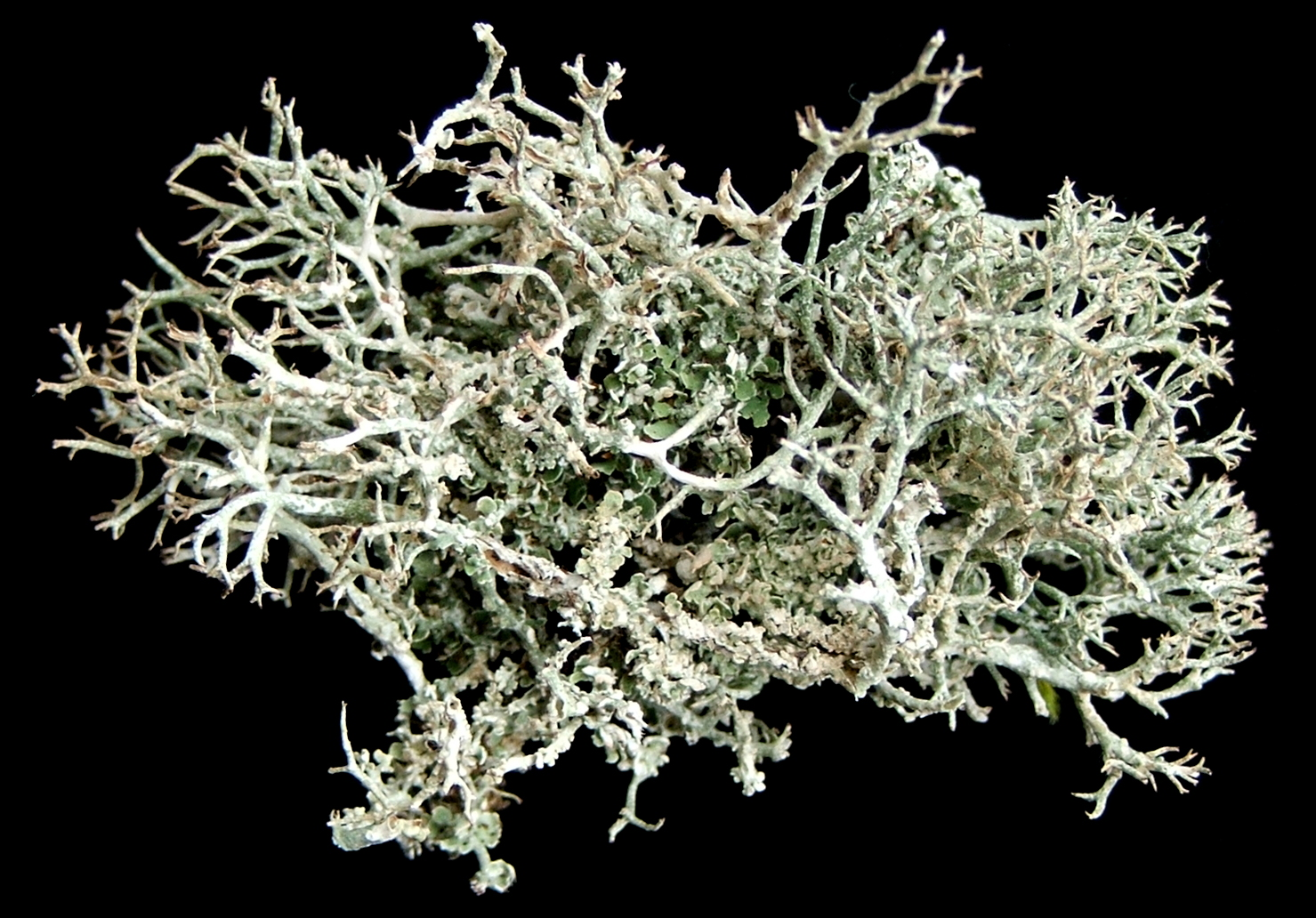
Vista superior de C. rangiferina

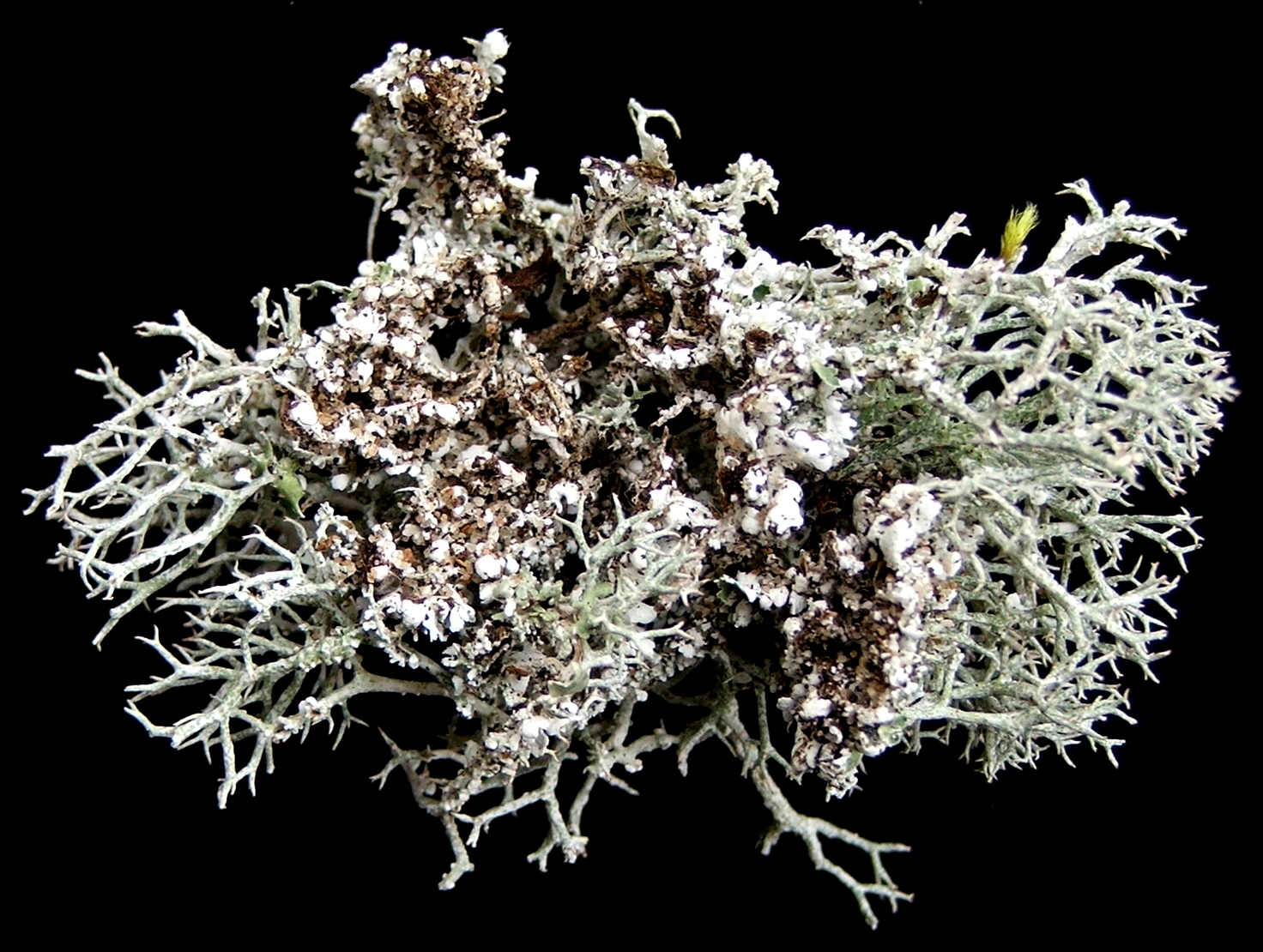
Vista inferior de C. rangiferina

Cladonia rangiferina, también denominado liquen de los renos (c.p. Sw. renlav), lat., es un liquen fruticoso de color claro que pertenece a la familia Cladoniaceae. Crece tanto en climas cálidos como fríos en medios ambientes abiertos con buen drenaje. Se lo encuentra principalmente en zonas de pradera alpina y tundra, es extremadamente resistente al clima frío.
Otros nombre comunes son musgo de los renos y musgo del caribú (aunque no es un musgo). Tal como indica el nombre, el liquen de los renos es un alimento importante del reno (caribú), y por lo tanto posee importancia económica. Son sinónimos Cladina rangiferina y Lichen rangiferinus.
El liquen de los renos, al igual que muchas especies de líquenes, es de crecimiento lento (3–5 mm por año) y le puede requerir años recuperarse en zonas sobre-pastoreadas, quemadas, o que hayan sido molestadas.
Una especie de apariencia similar también denominada "líquen de los renos" es Cladonia portentosa.

## Descripción
Los talos son fructosos y sumamente ramificados, cada rama por lo general se subdivide en tres o cuatro (a veces dos); las ramas más gruesas miden por lo general 1–1.5 mm de diámetro. El color es grisáceo, blanquecino o gris amarronado. C. rangiferina forma extensas alfombras de hasta 10 cm de espesor. Las ramificaciones se producen con ángulos inferiores que las de Cladonia portentosa. Carece de una corteza bien definida (una capa protectora que recubra al talo, análoga a la epidermis de las plantas), en cambio posee una capa suelta de hifas que cubre los fotobiontes. El fotobionte relacionado con el liquen del reno es Trebouxia irregularis.
Crece sobre humus, o en suelo sobre rocas.

## Hábitat y conservación
Cladonia rangiferina a menudo domina el suelo en los bosques de pino boreal y sitios alpinos bajos en un amplio rango de hábitats, desde bosques abiertos húmedos, rocas y brezales. Un bioma específico en el cual este liquen se manifiesta son los bosques boreales de Canadá.
En ciertas partes de su rango el liquen es una especie amenazada. Por ejemplo en el ducado de Cornualles en el Reino Unido se encuentra protegido por el Plan de Acción de Biodiversidad.

## Compuestos bioactivos
Se han aislado e identificado varios compuestos bioactivos del C. rangiferina, incluidos abietano, labdano, isopimarano, los diterpenoids hanagokenols A y B de abietano, ontuanhidrido, sugiol, 5,6-dehidrosugiol, montbretol, ácido comúnico cis, ácido imbricatolico, ácido 15-acetilimbricatoloico, ácido junicédrico, ácido 7α-hidroxisandaracopimárico, ácido β-resorílico, atronol, ácido barbatico, ácido homosekikaic, ácido didímico y ácido condidímico. Algunos de estos compuestos poseen actividades inhibitorias leves contra Staphylococcus aureus resistente a la meticilina y Enterococci resistente a la vancomicina.
La exposición a radiación ultravioleta induce la acumulación de ácido úsnico y compuestos melánicos. El ácido úsnico se cree desempeña alguna función en proteger a la fotobionte al absorber el exceso de radiación UV.

## Usos
Este liquen pueden ser utilizado para preparar aquavit, y a veces se lo utiliza como elemento decorativo en ventanas de vidrio. El liquen es utilizado por el pueblo Monpa como una medicina tradicional para eliminar cálculos renales en las regiones alpinas del distrito de West Kameng en el este del Himalaya. La tribu Tanaina (también llamados Dena'ina) utilizan liquen de reno como alimento para ello trituran a las planta secas y luego la hierven o la sumergen en agua caliente hasta que se ablande. Lo consumen solo o, preferiblemente mezclado con bayas, huevas de pescado, o lard. Los Dena'ina también hierven el liquen de reno y beben el jugo como una medicina para la diarrea. A causa de los ácidos que contienen los líquenes pueden causar molestias estomacales, especialmete si no se los ha cocido bien.
Un estudio publicado en mayo del 2011 indica que algunas especies de líquenes, incluido Cladonia Rangiferina, son capaces de degradar la proteína del prion asociado a las encefalopatías espongiformes transmisibles mediante una proteasa serina.